# Der goldne Rehbock

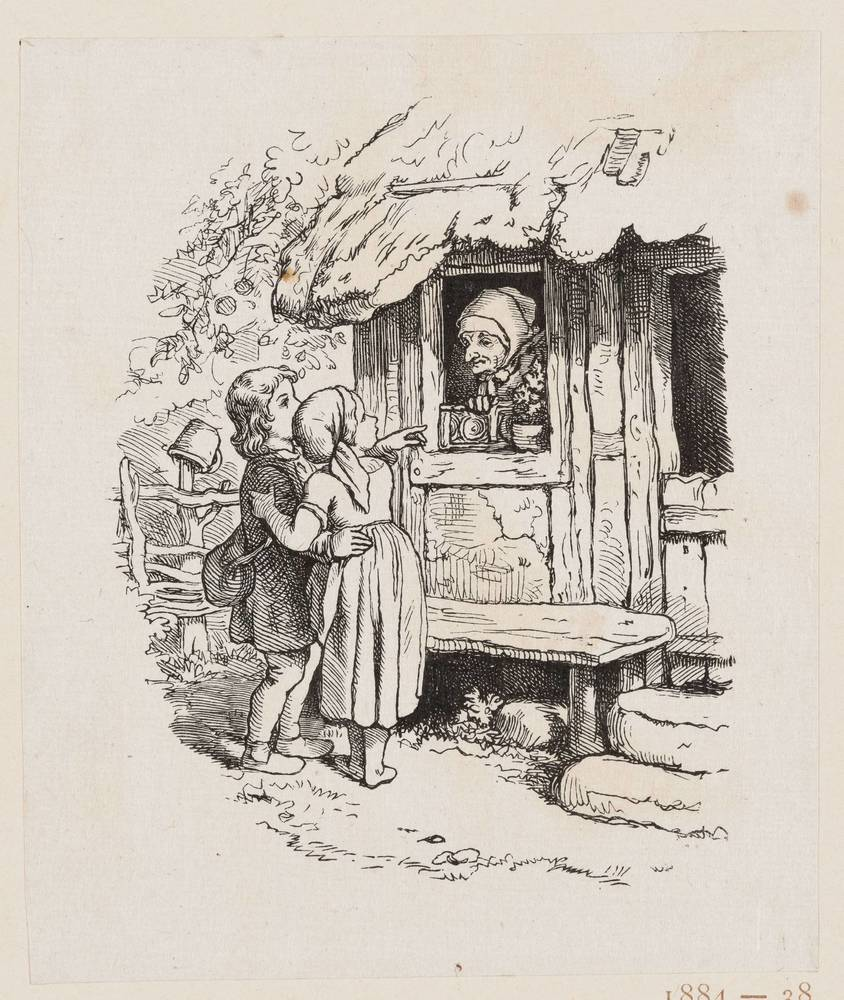
Holzschnitt von Ludwig Richter, 1856

Der goldne Rehbock ist ein Märchen (AaTh 313, 480). Es steht in Ludwig Bechsteins Deutsches Märchenbuch an Stelle 14 (1845 Nr. 17).

## Inhalt

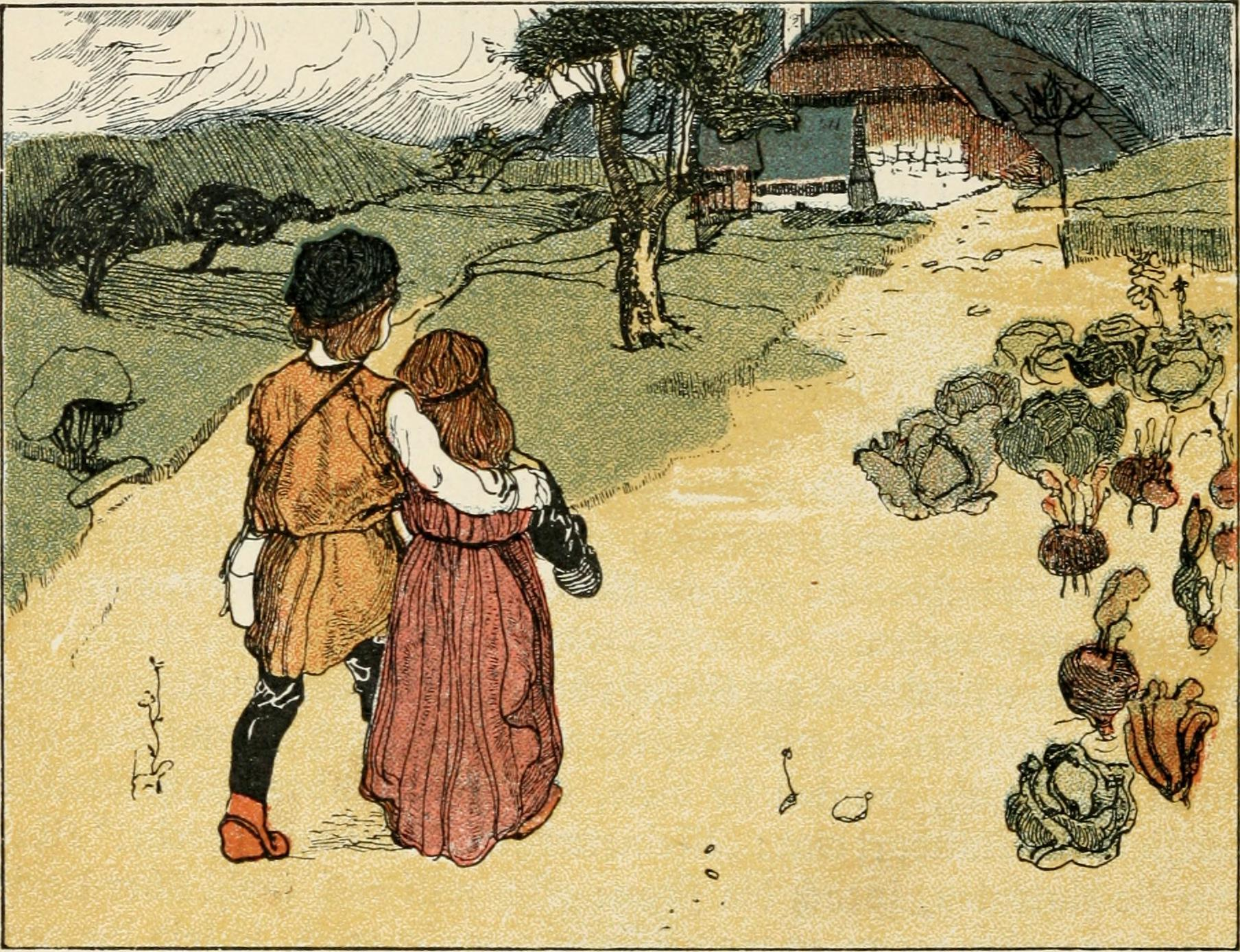
Illustration von Carl Fahringer, 1900

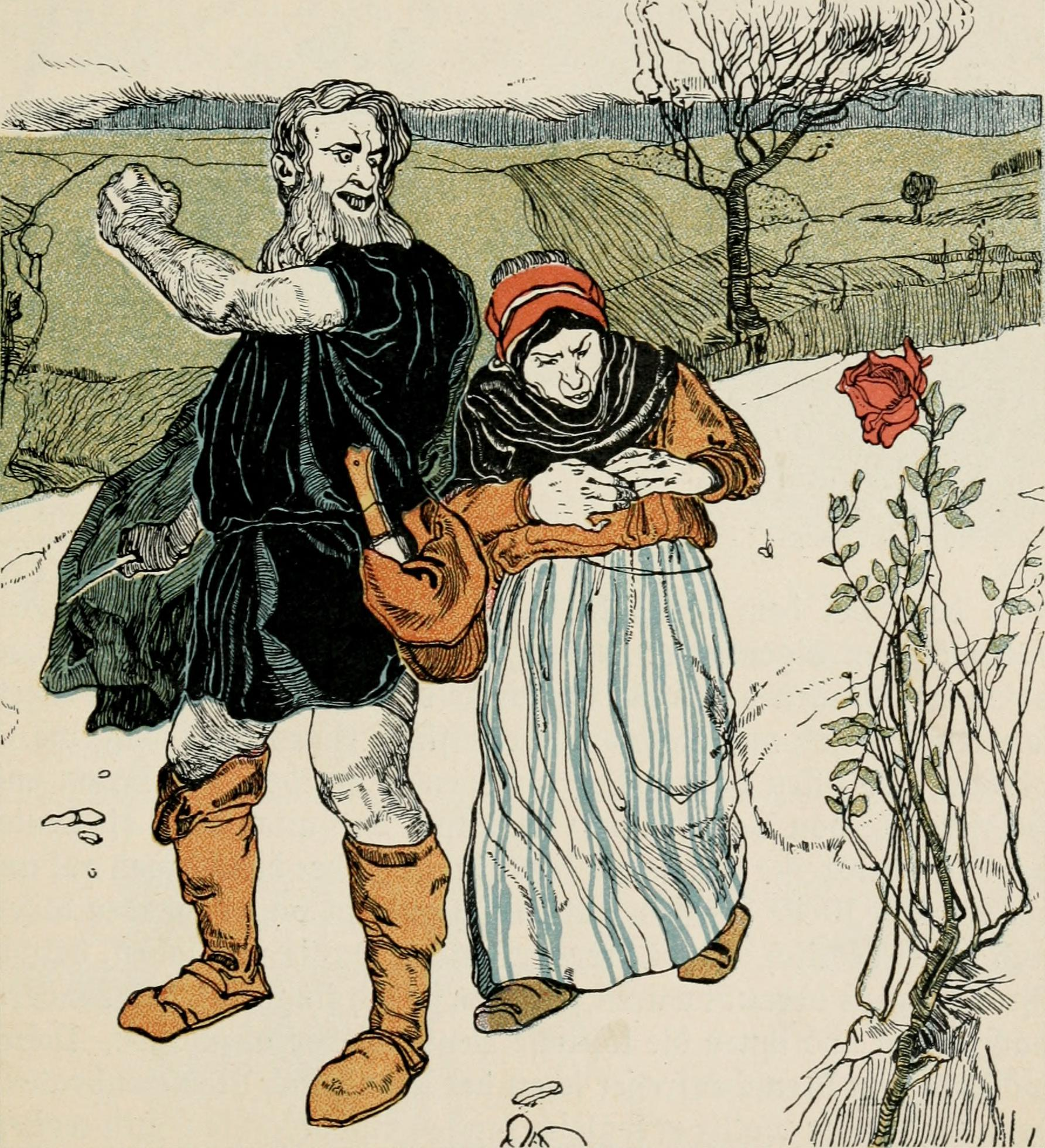
Illustration von Carl Fahringer, 1900

Zwei arme Waisenkinder betteln an der Tür einer alten Frau, die sie aufnimmt, nur darf ihr Mann nichts merken, der sie fressen würde. Der brüllt nachts, dass sie ihm keinen Menschen gebraten hat. Morgens geht die Frau aus, die Kinder sollen ihr elf Zimmer kehren, nur das zwölfte ist verboten. Durchs Schlüsselloch sehen sie darin einen goldenen Wagen mit goldenem Rehbock. Damit fahren sie davon. Als sie der Frau und dem Menschenfresser begegnen, verwandelt das Mädchen sich und ihren Bruder in eine Rose, daran sticht sich die Alte. Sie kommen zu einem Backofen, einem Birnbaum und einem Weinstock, die ihnen Brot, Birnen und Trauben geben. Der Wagen hat die Eigenschaft, dass überall Gaben gespendet werden, der Menschenfresser und seine Frau hatten ihn einst geraubt. Sie merken, dass er fehlt und verfolgen die Kinder. An einem Teich lässt das Mädchen Enten eine Brücke machen, sie fahren darüber. Der Menschenfresser macht es nach, die Enten lassen ihn und die Frau versinken.

## Herkunft
Bechstein merkt an: „Nach mündlicher Überlieferung.“ Nach seinem Vorwort von 1845 erzählte es Wilhelmine Mylius. Es ähnelt Bechsteins Der alte Zauberer und seine Kinder, Die Hexe und die Königskinder, das Räuberhaus mit alter Frau Grimms Der Räuberbräutigam, Der Teufel und seine Großmutter, die verbotene Tür Blaubart, Das Mordschloß, die magische Flucht Fundevogel, Hänsel und Gretel. Ofen und Baum erinnern etwas an Frau Holle, der Wagen an Flugpferde in orientalischen Märchen wie Die Geschichte des dritten Bettelmönchs.
Walter Scherf zufolge wurde die magische Flucht (AaTh 313) hier auf das wunderbare Gefährt (AaTh 327 D) und geglücktes Entkommen verkürzt, wie dergleichen oft für Kinderbücher geschieht. Unsicher ist ein Bezug zu Phrixos‘ und Helles goldenem Widder in der Argonautensage.